# Azorella pedunculata
Azorella pedunculata là một loài thực vật có hoa trong họ Hoa tán. Loài này được (Spreng.) Mathias & Constance mô tả khoa học đầu tiên năm 1955.